# Sudetoněmecké krajanské sdružení
Sudetoněmecké krajanské sdružení (v češtině hovorově nazývané též Sudetoněmecký landsmanšaft, německy: Sudetendeutsche Landsmannschaft, zkratka SL; celý název zní Sudetendeutsche Landsmannschaft Bundesverband e. V.) je jeden z německých vysídleneckých spolků (Vertriebenenverband), který zastupuje Němce, nuceně vystěhované ze Sudet, tj. z pohraničního území někdejšího Československa.
Spolkovým předsedou tohoto sdružení je od roku 2014 Bernd Posselt, který také již od roku 2008 zastává funkci mluvčího sdružení (Sprecher). Sudetoněmecké krajanské sdružení je členskou organizací Svazu vyhnanců (Bund der Vertriebenen), který sdružuje všechny organizace Němců vyhnaných nebo vysídlených z východní Evropy a všech republik bývalého Sovětského svazu.
Sudetoněmecké krajanské sdružení vydává týdeník Sudetendeutsche Zeitung (Sudetoněmecké noviny).

## Historie
Sdružení bylo založeno na počátku 50. let 20. století jako organizace Němců, kteří museli po porážce Německa ve druhé světové válce opustit svá bydliště na území někdejší ČSR.
Ze Sudetoněmeckého krajanského sdružení se postupně vyčlenily čtyři další samostatné organizace sudetských Němců v Německu: Ackermannovo sdružení (sudetoněmečtí katolíci), Witikobund (sudetoněmečtí nacionalisté), Seligerovo sdružení (sudetoněmečtí sociální demokraté) a dále menší Společnost Johannese Mathesia – evangeličtí Sudetoněmci (sudetoněmečtí protestanti).
Sídlem sdružení je Mnichov. Předsednictvo udává, že sdružení zastupuje 250 000 členů. Sdružení dostává finanční podporu od německého státu, jehož finanční výše není známa. Podle některých pramenů dostalo sdružení od roku 1974 do roku 1985 státní podporu ve výši 23 milionů DM.
Sdružení organizuje každým rokem sjezd, který se nazývá Sudetoněmecký den (Sudetendeutscher Tag). Je pořádán střídavě v různých městech, často v Bavorsku, a sice o svatodušních svátcích. V roce 2018 to bylo ve dnech 26. až 28. května v Augsburgu. V rámci tohoto sjezdu se od roku 1958 každoročně uděluje Evropská cena Karla IV. za zásluhy o spolupráci mezi národy střední Evropy.

## Sudetoněmecké krajanské sdružení vČechách, na Moravě ave Slezsku
Od roku 2003 udržuje SL informační kancelář v Praze. Sudetoněmecká informační kancelář v Praze je provozována společností s ručením omezeným „SKS – Informační středisko Praha, s.r.o.“.
V srpnu 2009 odmítlo Ministerstvo vnitra ČR registraci občanského sdružení „Sudetoněmecké krajanské sdružení v Čechách, na Moravě a ve Slezsku“ podle českého práva. Sdružení zamýšleli založit aktivisté Wolfgang Habermann, Jan Šinágl a Tomáš Pecina. „Sudetoněmecké krajanské sdružení v Čechách, na Moravě a ve Slezsku“ však nemá formálně nic společného se Sudetoněmeckým krajanským sdružením, které působí v Německu a v Rakousku. „Sudetoněmecké krajanské sdružení v Čechách, na Moravě a ve Slezsku“ bylo nakonec v Česku zaregistrováno jako spolek v březnu 2015.

## Vedení sdružení

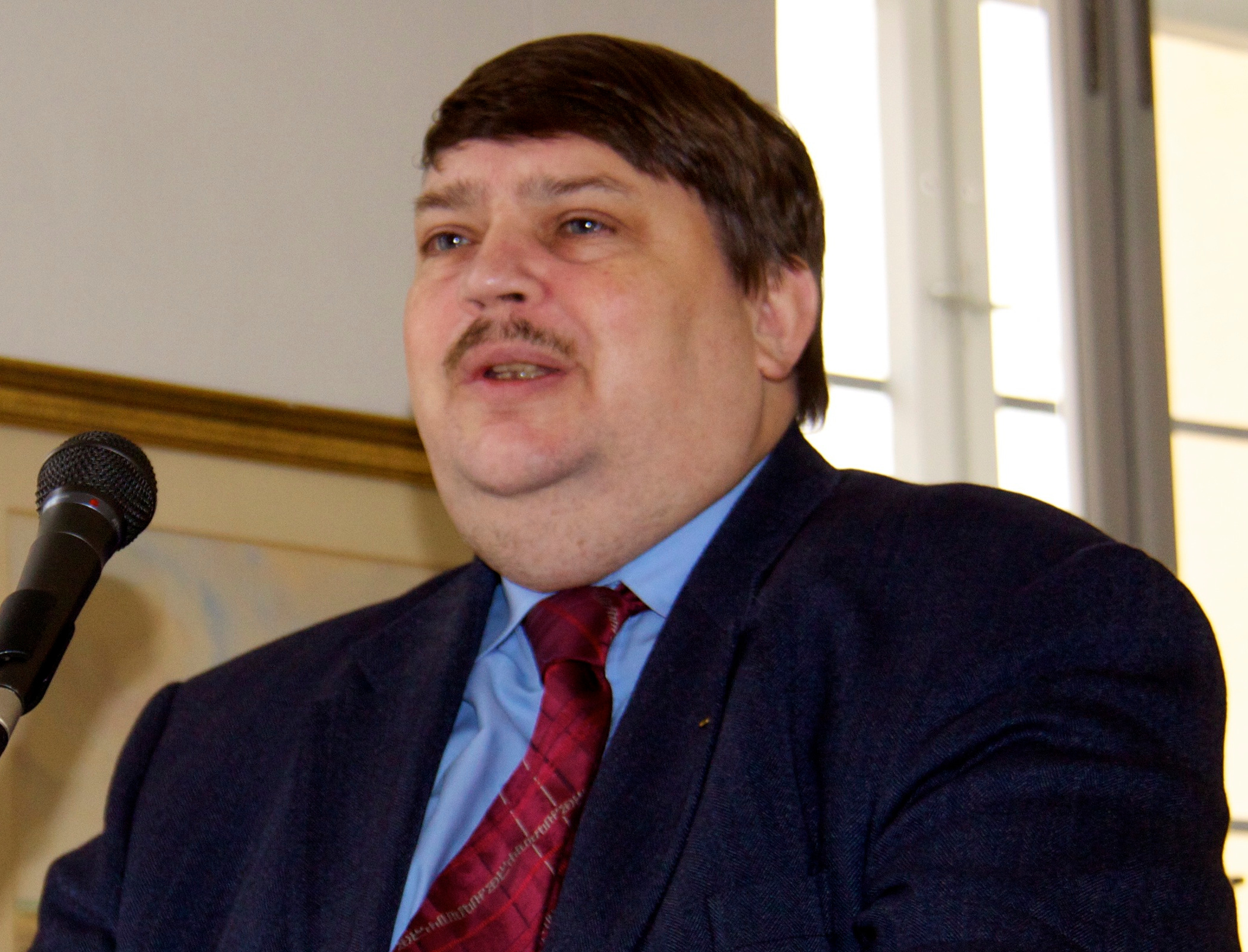
Předseda sdružení od roku 2014 a jeho mluvčí Bernd Posselt

### Mluvčí
- 1950–1959 Rudolf Lodgman von Auen
- 1959–1967 Hans-Christoph Seebohm
- 1968–1982 Walter Becher
- 1982–2000 Franz Neubauer
- 2000–2008 Johann Böhm
- od roku 2008 Bernd Posselt

### Spolkoví předsedové
- 1954–1959 Frank Seiboth
- 1959–1975 Franz Böhm
- 1976–1982 Walter Becher
- 1982–1987 Jörg Kudlich
- 1987–2000 Franz Neubauer
- 2000–2008 Bernd Posselt
- 2008–2014 Franz Pany
- od roku 2014 Bernd Posselt

### Předsedové v Rakousku
- 1953–1971 Emil Michl
- 1971–1978 Emil Schembera
- 1978–1986 Josef Koch
- 1987–2000 Karsten Eder
- 2000–2023 Gerhard Zeihsel
- od roku 2023 Rüdiger Stix

## Cíle sdružení
Hlavními cíli jsou podle webu sudeten.de:
- hájit zájmy sudetských Němců a jejich potomků
- rozvíjení kulturního a vědeckého dědictví bývalé domoviny jako část evropské kultury a podporovat partnerství mezi Němci a Čechy.
- prosazení právního nároku na ztracenou domovinu a náhradu zkonfiskovaného sudetského majetku byl zrušen v roce 2015[7]

Zájmy svých členů se SL snaží prosazovat přes své zástupce v politických stranách v Německu. Značný vliv mělo sdružení dosud na politiku bavorské vládní strany Křesťansko-sociální unie Bavorska (Christlich-Soziale Union in Bayern, CSU).
Jednotlivé skupiny pořádají různá setkání s kulturním programem a politickými semináři, jsou zastoupeny domovskými stránkami na internetu a vydávají početné tiskoviny. Organizuji také například kontakty s českými obcemi ohledně péče o hroby bývalých německých obyvatel.

### Stanovisko Sudetoněmecké rady k sudetské otázce – tzv. 20 bodů
Sudetoněmecká rada 15. ledna 1961 schválila a 7. května téhož roku přijala „20 bodů“, které jsou v zásadě dodnes v platnosti.[zdroj?] Mimo jiné je v nich požadováno opětovné usídlení sudetských Němců na původních územích, kde žili do roku 1945. Dále je prosazováno právo na národní sebeurčení, které vychází z principu kolektivní etnické a nikoliv občanské identity a nadřazuje takto kolektivní určení nad individuální sebeurčení[zdroj?]. Je tím míněno právo sudetských Němců znovu osídlit některá území v České republice, v krajním výkladu s tím, že jimi osídlená území by mohla být od českého státu následně odtržena[zdroj?]. Tyto body korespondují do určité míry s Karlovarským programem, který byl vyhlášen předválečnou Sudetoněmeckou stranou, podporovanou Adolfem Hitlerem. Tento názor prosazuje zejména Witikobund, který je převážně nacionalistickou organizací založenou bývalými nacisty a německými nacionalisty. Program „20 bodů“ nerespektuje výsledky, kterých bylo dosaženo ve vzájemném česko-německém dialogu, a je v rozporu s politikou evropské integrace i evropského pojetí moderní multikulturní společnosti.

### Majetkové nároky a nároky na odškodnění sudetských Němců
Politika Sudetoněmeckého krajanského sdružení v otázce majetkových nároků a odškodnění se dá označit jako neprůhledná. Oficiálně sudetští Němci prohlašují, že k českému státu žádné majetkové nároky nemají, ovšem i v oficiálních dokumentech sudetoněmeckého sdružení bývá používán termín „sudetoněmecký majetek.“[zdroj?] Ten však byl po druhé světové válce (stejně jako například v Polsku) konfiskován jako nepřátelský majetek občanů Třetí říše pro účely válečných reparací na základě Postupimské dohody s tím, že fyzické i právnické osoby budou náhradu požadovat po německém státu. Škody na sudetoněmeckém majetku v ČR odhadl SL v roce 1999 (v přepočtu) na 500 miliard eur.
Do roku 2001 bylo odsunutým Němcům podle zvláštního zákona z roku 1952, nazvaném Lastenausgleich, tj. „vyrovnání břemen“, vyplaceno Spolkovou republikou Německo 145,3 miliard DM. Dá se (jen nepřesně) odhadovat, že z toho 30 % připadlo na sudetské Němce. Náhrada například za ztrátu bytového zařízení byla 150–300 DM, za zemědělskou půdu dostal malorolník 855 DM/ha, velkostatkář 91 DM/ha, majitel činžáku (ve stejné hodnotě v roce 1944 jako 10 ha půdy) dostal 9550 DM.
V bývalém Sovětském okupačním pásmu Německa dostal jednorázově každý dospělý "přesídlenec" pro sebe 300 RM a na každé dítě 100 RM (za RM, říšskou marku, se nedalo prakticky nic koupit). 91 000 odsunutých malorolníků dostalo po 8 hektarech půdy ze zestátněných velkostatků, ty však museli nejpozději do roku 1960 odevzdat do kolchozů.
Rakouští sudetští Němci byli odškodněni na základě zvláštní rakousko-německé smlouvy v letech 1961–1962.
Otázka majetkových požadavků sudetských Němců bývá otevírána i přesto, že se představitelé České republiky a Spolkové republiky Německo v lednu 1997 v česko-německé deklaraci zavázali k tomu, že nebudou zatěžovat své vztahy politickými a právními otázkami pocházejícími z minulosti.

## Členění SKS
Podle dnes již nedostupných internetových zdrojů mělo Sudetoněmecké krajanské sdružení v minulosti dvojí členění. Jednak podle současného místa bydliště (něm. Gebietsgliederung) a za druhé podle místa původu, tj. odkud byli odsunuti (něm. Heimatgliederung). Kromě toho mají západoněmecké a rakouské obce tzv. patronáty (něm. Patenschaften) nad obcemi, odkud byli sudetští Němci vystěhováni.

### Členění SKS dle místa původu
Členění Sudetoněmeckého krajanského sdružení dle místa původu (něm. Herkunftsort; tj. odkud byli odsunuti) se nazývalo domovské členění (něm. Heimatgliederung). Sudety se člení na domovské krajiny (něm. Heimatlandschaften), které se dále člení na domovské okresy (něm. Heimatkreise), podobné dřívějším politickým okresům první Československé republiky. Následuje seznam domovských krajin seřazených v němčině podle abecedy (v roce 2009):[zdroj?]
- Adlergebirge (Orlické hory)
  - Friesetal (Údolí Březné), Grulicher Ländchen (Kralicko), Oberes Adlergebirge (Horní Orlické hory)
- Altvaterland (Pradědsko)
  - Nordmähren (severní Morava)
    - domovské okresy Bärn (Moravský Beroun), Mährisch Schönberg (Šumperk), Römerstadt (Rýmařov), Sternberg (Šternberk)

  - Sudetenschlesien (sudetské Slezsko)
    - domovské okresy Freiwaldau (Jeseník (Frývaldov)), Freudenthal (Bruntál), Troppau (Opava), Jägerndorf (Krnov)
- Beskidenland (Beskydsko)
  - domovské okresy Friedek-Mistek (Frýdek-Místek), Mährisch Ostrau (Moravská Ostrava), Teschen (Těšín)
- Böhmerwald (Šumava)
  - domovské okresy Bergreichenstein (Kašperské Hory), Budweis (České Budějovice), Eisenstein-Neuern (Železná Ruda-Nýrsko), Kaplitz (Kaplice), Krummau (Český Krumlov), Prachatitz (Prachatice)
- Egerland (Chebsko)
  - domovské okresy Asch (Aš), Bischofteinitz (Horšovský Týn), Eger (Cheb), Elbogen (Loket), Falkenau (Sokolov (Falknov)), Graslitz (Kraslice), Karlsbad (Karlovy Vary), Luditz (Žlutice), Marienbad (Mariánské Lázně), Mies/Pilsen (Stříbro/Plzeň), Neudek (Nejdek), Plan-Weseritz (Planá-Bezdružice), Tachau (Tachov), Tepl-Petschau (Teplá-Bečov nad Teplou)
- Elbetal (Údolí Labe)
  - domovské okresy Aussig (Ústí nad Labem), Leitmeritz (Litoměřice), Tetschen-Bodenbach (Děčín-Podmokly)
- Erzgebirge-Saazerland (Krušné hory-Žatecko)
  - domovské okresy Brüx (Most), Kaaden-Duppau-Klösterle (Kadaň-Doupov-Klášterec nad Ohří), Komotau (Chomutov), Podersam-Jechnitz (Podbořany-Jesenice), Preßnitz-Weipert (Přísečnice-Vejprty), Saaz (Žatec), Sankt Joachimsthal (Jáchymov)
- Kuhländchen (Kravařsko)
  - domovské okresy Fulnek (Fulnek), Neutitschein (Nový Jičín), Odrau (Odry), Wagstadt (Bílovec)
- Mittelgebirge (Středohoří)
  - domovské okresy Bilin (Bílina), Dux (Duchcov), Teplitz-Schönau (Teplice-Šanov),
- Polzen-Neiße-Niederland (Šluknovský výběžek, dříve severočeské Nizozemí, Severočeská tabule)
  - domovské okresy Böhmisch Leipa, Haida (Česká Lípa, Nový Bor (Bor u České Lípy)), Dauba (Dubá), Deutsch-Gabel/Zwickau (Jablonné v Podještědí (Německé Jablonné)/Cvikov), Friedland (Frýdlant), Gablonz (Jablonec nad Nisou), Niemes (Mimoň), Reichenberg (Liberec), Rumburg (Rumburk), Schluckenau (Šluknov), Warnsdorf (Varnsdorf)
- Riesengebirge (Krkonoše)
  - domovské okresy Braunau (Broumov), Hohenelbe (Vrchlabí), Trautenau (Trutnov),
- Schönhengstgau (Hřebečsko)
  - domovské okresy Hohenstadt-Müglitz (Zábřeh na Moravě-Mohelnice), Landskron (Lanškroun), Mährisch Trübau (Moravská Třebová), Zwittau (Svitavy)
- Südmähren (jižní Morava)
  - domovské okresy Neubistritz (Nová Bystřice), Nikolsburg (Mikulov), Zlabings (Slavonice), Znaim (Znojmo)
- Sprachinseln in Innerböhmen und Innermähren (jazykové ostrovy ve vnitřních Čechách a ve vnitřní Moravě)
  - domovské okresy Brünn (Brno), Iglau (Jihlava), Olmütz (Olomouc), Prag (Praha), Wischau (Vyškov). Jazykový ostrov Budweis/České Budějovice patří do domovské krajiny Böhmerwald/Šumava, Pilsen/Plzeň do Egerland/Chebsko, Mährisch Ostrau/Moravská Ostrava do Beskiden/Beskydy.